# Doom 3: Resurrection of Evil
『Doom 3：Resurrection of Evil』（ドゥームスリー レザレクション オブ イビル、RoE）は、Nerve Softwareが開発し、アクティビジョンが発売したファーストパーソン・シューティングゲーム。本作は『Doom 3』の続編であり、2005年4月3日にMicrosoft Windows用にDoom 3の拡張パックとして発売された。Xbox版も2005年10月5日に発売されたが、Windows版と異なりスタンドアロン作品として発売されたためプレイするにあたり『Doom 3』を購入する必要はない。またXbox版には『Doom』『Doom II：Hell on Earth』および「Master Levels for Doom II」が特典として付属する。 
ゲームには、8つのマルチプレイヤー用ゲームモードがある。RoEは、12の新しいシングルプレイヤー用ステージ、ハンターを含む6種類の新たな敵、4つの新しいマルチプレイヤー用マップおよび『Doom II』由来のダブルバレルショットガンなどの新しい武器を特徴とする。

## システム
本作は、プレイヤーがゲーム全体で使用できる2つの新しい主要な機能をゲームプレイに追加する。1つは、元々『Doom 3』用に開発されたツール「グラバー」（the Grabber）で、 『ハーフライフ2』の「グラビティガン」のようにプレイヤーが特定のアイテムを拾い上げて動かせる武器である。また、プレイヤーはグラバーで火球を捕らえて敵に投げ返すこともできる。『ハーフライフ2』で同様の武器が以前から人気があったため、グラバーの使用について一部から批判された。 開発者は、このツールは元々『ハーフライフ2』より前に初×された『Doom 3』のものであり、「損傷した」部屋を作成するために使用されたとコメントしている。荒れ果てた部屋を作り上げる代わりに、彼らは傷つけられてない部屋を作り、グラバーを使って現実的に「損傷」させた。 
グラバーとグラビティガンの間には3つの大きな違いが存在する。1つ目は、グラバーは充電が制限されているため、オブジェクトを数秒間しか保持できない点である。2つ目は、グラバー使用時にひずみ効果が発動し、プレイヤーの視界がぼやける。3つ目は、ゲームプレイへの影響としいう点ではるかに重要なものとして、グラバーは投射物や小型クリーチャーをキャッチして投げることができる（グラビティガンはできない）。これは、投げ飛ばして即座に殺すことができるロストソウル、ケルビム、トライトなど一部の小型モンスターを倒すのに最適な武器である上に、インプ、カコデーモン、ヘルナイト、バルガーの投射物をキャッチして投げ返すことができる。ただしレヴナントのミサイルはキャッチできない。 
2番目の追加機能はアーティファクトである。アーティファクトには3つの能力があり、それぞれがRoEの最初の3体の「ボス」モンスターの1つを倒した後に使用可能になる。最初に得られる能力は主人公以外の時間の流れを遅くする「ヘルタイム」である。
「ヘルタイム」と類似する効果は『マックスペイン』にて最初に取り入れられたほか、後に2005年のゲーム『F.E.A.R.』で使用されたことで有名である。 また、日本のニュースサイト「Game Watch」の三須隆弘はこのシステムを漫画『サイボーグ009』で登場人物の奥歯に仕込まれた加速装置にたとえている。
残りのアーティファクトは「移動速度・攻撃力の強化」と「無敵」の2つがある。また、これら3つのアーティファクトは死体からエネルギーを吸収することで利用できる。
Xbox版のみの機能としてフラッシュライトが武器に直接取り付けられている。RoEのPC版とDoom 3の全バージョンでは、プレーヤーはフラッシュライトと武器を同時に使用することができず、常に2つを切り替える必要があった。多くのプレイヤーはDoom 3の発売後にこのような機能を実装するように求めており、これを実現するためにさまざまなModがリリースされた。ただし、Xbox版ではフラッシュライトはピストル（ゲームの最も基本的な火器）に取り付けられており、より強力な武器に取り付けることはできない。 
もう1つの追加は、ダブルバレル（2連式）ショットガンである。通常のショットガンと同じ弾薬を用いるが一度に2発のシェルを発射するため非常に強力なストッピングパワーを有し、ほとんどの敵を一度の射撃で殺すことができる。欠点は、撃つたびに武器をリロードする必要があることである。そのため『Doom II：Hell on Earth』のダブルバレルスーパーショットガンに似ている。 
武器の弾薬容量も増加する（たとえば、プラズマガンの弾薬容量が450から500発に増加した）。ミニゲームが「Super Turbo Turkey Puncher 3」の一つだけしかなかったDoom 3とは対照的に、RoEはゲームのあちこちにある使用可能なアーケードキャビネットで大砲ゲーム「Sarge's Big Game Hunt」、『アルカノイド』のクローンゲーム「Hellanoid」、シューティングゲーム「Martian Buddy Blaster」の三種類の新しいミニゲームをプレイできる。 
また、本作ではボスのクリーチャーを除く4種類の新モンスターが登場する。ロストソウルの変種である「フォーガットン」は本作を初出とするデーモンであり、ゲームの序盤に登場する。フォーガットンはオリジナルのロストソウルによく似ており、サイバネティックパーツのない燃え盛る角付きの頭蓋骨である。2番目の新たな敵は「バルガー」で、インプと密接に関連しており、ほぼ同じように動作する。バルガーに使用されたモデルは、『Doom 3』の初期のスキャンで見られたオリジナルのアーチ＝バイルのモデルである。3番目の新たな敵は、ヘルナイトとほぼ同じサイズの敵「ブルーザー」で、顔にコンピューターモニターが取り付けられており、プレーヤーを見たときモニターに目や点滅する鋭い歯などの画像が表示される。4番目の新たな敵は下水トンネルを通過する際に遭遇する「バイオスーツゾンビ」である。 
なお、本作の主人公は『Doom3』本編の主人公とは別人である。

## あらすじ
『Doom 3』の冒頭の2145年、マクニール博士は、巨大企業UAC（Union Aerospace Corporation）のエリオット・スワン相談役とジャック・キャンベルに、マルコム・ベトルーガーの謎の活動について内部告発する。
一方、テレポーターの暴走によりUACの火星の研究所が地獄とつながり、文字通りの地獄絵図となる。
それから2年後の2147年、UACは火星の人工衛星の1つから奇妙な信号を検出し、調査チームを派遣する。
チームがアーティファクトを見つけたことで地獄の勢力が警戒態勢を取り、新たな侵略を開始した。地獄のデバイスを発見した戦闘エンジニアのマリーンであるプレイヤーは、基地に現れたデーモンと戦いつつ、マクニールの元へと急ぐ。
マリーンは、再会したマクニールからアーティファクトを地獄に戻して侵略を止めるように命じられる。その道中、マリーンはアーティファクトの探索のために派遣された3人のデーモン・ヘルハンターを倒し、彼らの力を古代のデバイスに吸収する。 
地獄に到着したマリーンはデーモンと戦いながら地獄を突き進み、最終的にドラゴンのような悪魔「マレディクト」に転生したベトルーガーと対峙する。戦いの末、ベトルーガーはマリーンに噛みつこうとするが、ヘルストーンを喉に押し込まれて非物質化し、後には彼の頭蓋骨だけが残された。ゲームは明るい白色光と共に終了し、続いて「マリーン？おかえりなさい」と話すマクニールの声が流れる。 

## 開発
2004年10月にid Softwareが本作の開発を発表した。『Doom 3』の開発はid Softwareであるが、本作はNerve Softwareによって開発された。パブリッシャーは『Doom3』と同じアクティビジョンである。 

## 評価
本作は主に好意的なレビューを獲得した。レビュー収集サイトのMetacriticで本作のWindows版が78%、Xbox版が77％のスコアを保持している。類似サイトのMobyGamesでは、本作のWindows版を78％、Xbox版を79％に位置付けている。 
日本のニュースサイトGame Watchの三須隆弘は、『Doom3』本編を楽しめた人ならより楽しめるだろうとしつつも、アーティファクトのおかげでだんだん難易度が下がるようにかんじたともと述べており、暗闇の探索で溜めたストレスをアーティファクトの発動で発散させるという遊びは『Doom3』本編ではできなくて新鮮だったとも話している。
また、三須は、グラバーについて評価しつつも、中盤以降はより効率的なショットガンばかりをつかってしまうとも述べている。
一方で、三須は自分だけかもしれないとしたうえで、特定の条件下でボンベを入手しても環境タンクが回復しないために難しく感じたと指摘しているほか、モンスターに襲われる不安を抱えながら暗闇を探索する内容であるがために遊んでいて疲れやすかったとも話している。